# Ощущение
Ощуще́ние, чувственный о́пыт — психический процесс, представляющий собой психическое (чувственное) отражение отдельных свойств и состояний внешней среды субъектом внутренних или внешних стимулов и раздражителей, поступающих в виде сигналов посредством сенсорной системы, при участии нервной системы в целом.

## Ощущение и восприятие
В психологии ощущение считается процессом отражения отдельных свойств объектов окружающего мира.
От понятия восприятия (как целостного впечатления, например, восприятие чашки кофе как целостного образа) отличается количественно (ощущение аромата кофе, цвета, температуры и т. д.). Восприятие состоит из одного или более ощущений, создающих наиболее полное представление об объекте. То есть восприятие будет, даже если человек не прикасается к чашке, с закрытыми глазами будет вдыхать аромат кофе (одно ощущение).
Поэтому неудивительно, когда в данном случае зрение рассматривается как орган восприятия, задача которого — посредством соответствующей деятельности мозга — распознавать по тому, что видимо, то, что невидимо.[страница не указана 1910 дней]

## Свойства ощущений[4]
- Модальность — качественная характеристика ощущений. Каждый вид ощущений имеет свои модальные характеристики. Для зрительных ощущений таковыми могут быть цветовой тон, светлота, насыщенность; для слуховых — высота тона, тембр, громкость; для тактильных — твердость, шероховатость и т. д.
- Интенсивность — классическая количественная характеристика ощущений.
- Локализация — пространственная характеристика ощущений, информация о локализации раздражителя в пространстве. В некоторых случаях (болевые, интероцептивные ощущения) локализация затруднена, неопределенна.
- Длительность — временная характеристика ощущения.

## Классификация ощущений
Первым, кто попытался классифицировать ощущения, был Аристотель. Он выделил 5 чувств: зрение, слух, осязание, обоняние и вкус. В XIX веке увеличение количества видов ощущений поставило задачу их классификации.

### Классификация Вундта
В.Вундт предлагал группировать ощущения в зависимости от свойств вызывающих их раздражителей, среди которых он выделял механические, физические и химические свойства (например, зрительные и слуховые ощущения относятся к разряду «физических», поскольку вызываются физическими явлениями — электромагнитными колебаниями и звуковыми волнами; обоняние и вкус — «химические» ощущения и т. д.). Этот вариант классификации не получил широкого распространения.

### Классификация Шеррингтона
Ч. Шеррингтон выделил три основных класса ощущений, основываясь на локализации (по месту расположения) рецепторов:
- Экстероцептивные ощущения, источником которых являются рецепторы, расположенные на поверхности тела. Они дают образы внешнего мира.
- Интероцептивные ощущения. Рецепторы находятся во внутренних органах. Они сигнализируют о состоянии внутренних процессов организма (ощущения голода, жажды, боли и т. п.).
- Проприоцептивные ощущения. Рецепторы расположены в мышцах, связках и сухожилиях. Проприоцептивные ощущения играют важнейшую роль в регуляции движений, а также дают информацию о положении в пространстве тела и его частей.

Шеррингтон разделил экстероцептивные ощущения на контактные и дистантные. Первые вызываются приложением воздействия непосредственно к поверхности тела, а вторые возникают, когда раздражитель действует с некоторой дистанции (обоняние, слух, зрение).

### Классификация Хэда
Г. Хэд делил ощущения по их происхождению:
- Протопатическая чувствительность, более ранняя по происхождению и примитивная, тесно связана с эмоциями, далека от мышления, она менее дифференцированная и локализованная. Относящиеся к ней ощущения трудно разделять на категории и обозначать словами, описывать[4].
- Эпикритическая чувствительность выше по уровню, возникает позже и обладает, по сути, противоположными характеристиками: связь с мышлением, отдаленность от эмоциональных состояний, большая дифференцированность, категориальные названия для ощущений (красный, синий цвет, а не «запах мяты» или «запах сосны»), четкая локализация[4].

В работе едва ли не каждого органа чувств есть элементы как протопатической, так и эпикритической чувствительности, хотя их соотношение неодинаково.

## Нарушение ощущений
Сенсорная гипопатия — это нарушение чувствительности, которое выражается в резком изменении порогов ощущений, при этом как сильные, так и слабые раздражители вызывают одинаково слабые ощущения.
Сенсорная гиперпатия — это резкое усиление интенсивности ощущений при воздействии слабых раздражителей.
Парестезия — это расстройство, при котором появляются ощущения в виде онемений, ползания мурашек, покалываний при отсутствии реальных раздражителей.

## Общие психофизиологические закономерности ощущений
Работа каждого анализатора имеет свои специфические закономерности.
Наряду с этим все виды ощущений подчинены общим психофизиологическим закономерностям.
Для возникновения какого-либо ощущения раздражитель должен иметь определённую величину интенсивности.
Интенсивность определяется силой действующего раздражителя и функциональным состоянием рецептора.
Минимальная величина раздражения, которая вызывает едва заметное ощущение, называется абсолютным нижним порогом ощущения. Способность ощущать эти самые слабые раздражения называется абсолютной чувствительностью. Она всегда выражается в абсолютных числах. Например, для возникновения ощущения давления достаточно воздействия 2 мг на 1 мм² поверхности кожи.
Верхний абсолютный порог ощущения — максимальная величина раздражения, дальнейшее увеличение которой вызывает исчезновение ощущения или болевое ощущение. Например, сверхгромкий звук вызывает боль в ушах, а сверхвысокий (по частоте колебаний свыше 20000 Гц) — вызывает исчезновение ощущения (слышимый звук переходит в ультразвук). Давление 300 г/кв.мм вызывает боль.
Наряду с абсолютной чувствительностью следует различать относительную чувствительность — чувствительность к различению интенсивности одного воздействия от другого. Относительная чувствительность характеризуется порогом различения.
Порог различения, или дифференциальный порог, — едва ощущаемое минимальное различие в силе двух однотипных раздражителей.
Порог различения — это относительная величина (дробь), которая показывает, какую часть первоначальной силы раздражителя надо прибавить (или убавить), чтобы получить едва заметное ощущение изменения в силе данных раздражителей.
Так, если взять груз в 1 кг и затем прибавить ещё 10 г, то этой прибавки никто ощутить не сможет; чтобы почувствовать увеличение прибавки веса необходимо добавить 1/30 часть первоначального веса, то есть 33 г. Таким образом, относительный порог различения силы тяжести равен 1/30 части силы первоначального раздражителя.
Относительный порог различения яркости света равен 1/100; силы звука — 1/10; вкусовых воздействий — 1/5. Эти закономерности открыты Бугером и Вебером (закон Бугера-Вебера).
Закон Бугера-Вебера относится только к средней зоне интенсивности раздражителей. Иначе говоря, относительные пороги теряют значение при очень слабых и очень сильных раздражителях. Это было установлено Фехнером.
Фехнер установил также, что если интенсивность раздражителя увеличивать в геометрической прогрессии, то ощущение будет увеличиваться лишь в арифметической прогрессии. (Закон Фехнера).
Нижние и верхние абсолютные пороги ощущений (абсолютная чувствительность) характеризуют пределы человеческой чувствительности. Но чувствительность каждого человека изменяется в зависимости от различных условий.
Так, входя в плохо освещенное помещение, мы вначале не различаем предметы, но постепенно под влиянием данных условий чувствительность анализатора повышается.
Находясь в накуренном помещении или в помещении с какими-либо запахами, мы через некоторое время перестаем замечать эти запахи (понижается чувствительность анализатора).
Когда из плохо освещенного пространства мы попадаем в ярко освещенное, то чувствительность зрительного анализатора понижается.
Изменение чувствительности анализатора в результате его приспособления к действующим раздражителям называется адаптацией.
Разные анализаторы имеют различную скорость и различный диапазон адаптации. К одним раздражителям адаптация происходит более быстро, к другим — медленнее. Более быстро адаптируются обонятельные и тактильные анализаторы. Полная адаптация к запаху йода наступает через одну минуту. Через три секунды ощущение давления отражает только 1/5 силы раздражителя (поиск очков, сдвинутых на лоб, — один из примеров тактильной адаптации). Ещё медленнее адаптируются слуховой, вкусовой и зрительный анализаторы. Для полной адаптации к темноте необходимо 45 мин. После этого периода зрительная чувствительность увеличивается в 200 000 раз (самый высокий диапазон адаптации).
Явление адаптации имеет целесообразное биологическое значение. Оно содействует отражению слабых раздражителей и предохраняет анализаторы от чрезмерного воздействия сильных раздражителей.
Чувствительность зависит не только от воздействия внешних раздражителей, но и от внутренних состояний.
Повышение чувствительности анализаторов под влиянием внутренних (психических) факторов называется сенсибилизацией. Так, например, слабые вкусовые ощущения повышают зрительную чувствительность. Это объясняется взаимосвязью данных анализаторов, их системной работой.
Сенсибилизация, обострение чувствительности, может быть вызвано не только взаимодействием ощущений, но и физиологическими факторами, введением в организм тех или иных веществ. Например, для повышения зрительной чувствительности существенное значение имеет витамин А.
Чувствительность повышается, если человек ожидает тот или иной слабый раздражитель, когда перед ним выдвигается специальная задача различения раздражителей. Чувствительность отдельного человека совершенствуется в результате упражнения. Так, дегустаторы, специально упражняя вкусовую и обонятельную чувствительность, различают разнообразные сорта вин, чая и могут даже определить, когда и где изготовлен продукт.
У людей, лишенных какого-либо вида чувствительности, осуществляется компенсация (возмещение) этого недостатка за счет повышения чувствительности других органов (например, повышение слуховой и обонятельной чувствительности у слепых).
Взаимодействие ощущений в одних случаях приводит к сенсибилизации, к повышению чувствительности, а в других случаях — к её понижению, то есть к десенсибилизации. Сильное возбуждение одних анализаторов всегда понижает чувствительность других анализаторов. Так, повышенный уровень шума в «громких цехах» понижает зрительную чувствительность.
Одним из проявлений взаимодействия ощущений является контраст ощущений.
Контраст ощущений — это повышение чувствительности к одним свойствам под влиянием других, противоположных свойств действительности.
Например, одна и та же фигура серого цвета на белом фоне кажется темной, а на чёрном — светлой.
Ощущения одного вида могут вызвать добавочные ощущения другого вида. Так, звуки могут вызывать цветовые ощущения, цветовые — вкусовые (желтый цвет — ощущение кислого). Это явление называется синестезией.